# Nick Renaud
Nick Renaud es un actor estadounidense, su primera aparición en la pantalla fue en el 2010 en  The Undead Diaries como Theater Patron. Actualmente pertenece al elenco de Resident Advisor protagonizando a Tyler Harris junto a la actriz Nathalia Ramos.

## Filmografía
| Año  | Título               | Papel          | Medio    | Notas             |
| ---- | -------------------- | -------------- | -------- | ----------------- |
| 2010 | The Undead Diaries   | Theater Patron | Serie TV | 1 episodio        |
| 2011 | Mine                 | Cashier        | Corto    | Papel Principal   |
| 2013 | Prank                | Connor Burns   | Película | Papel Protagónico |
| 2013 | Resident Advisor     | Tyler Harris   | Película | Papel Protagónico |
| 2014 | The American't Dream | Chris          | Corto    | Papel Protagónico |